# Зірки Еґера (фільм)
Зірки Еґера (угор. Egri csillagok) — угорський культовий історичний фільм 1968 року режисера Золтана Варконі, екранізація однойменного роману Ґези Ґардоні. Прем'єра стрічки відбулась 19 грудня 1968 року в Будапешті.

## Синопсис
1552 рік, турецька армія обложила Еґерську фортецю, яку обороняють угорці на чолі з Іштваном Добо.

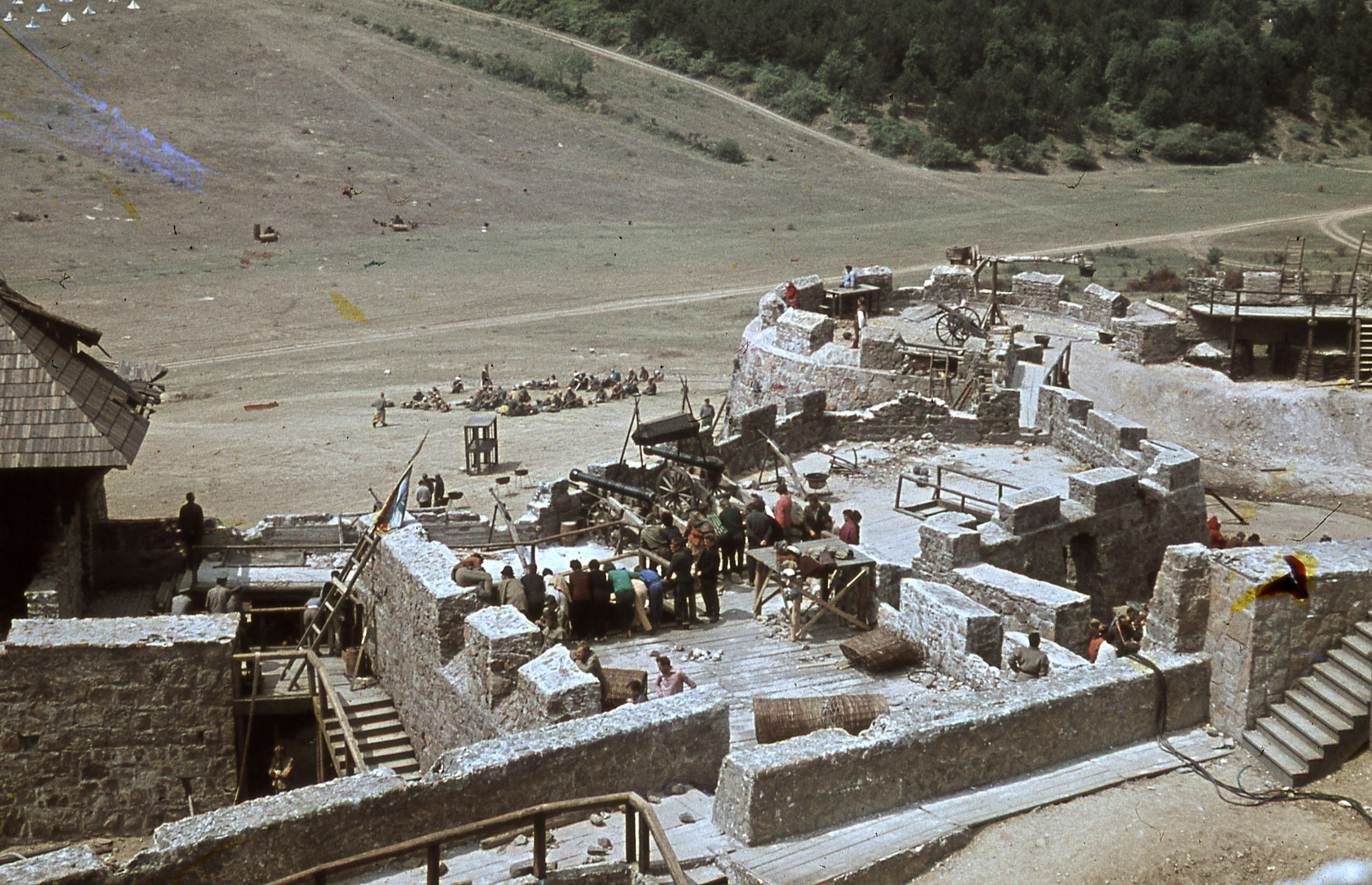
Знімальний майданчик

## У ролях
| Актор            | Роль                        |
| ---------------- | --------------------------- |
| Імре Шинкович    | капітан Іштван Добо         |
| Іштван Ковач     | Ґерґелі Борнемісса          |
| Віра Венцель     | Єва Цекей                   |
| Єва Рутткаї      | королева Ізабелла Ягеллонка |
| Золтан Латинович | Імре Варшанії               |
| Тамаш Майор      | султан Сулейман I Пишний    |
| Золтан Варконі   | імператор Фердинанд I       |
| Ґабор Конц       | Янош                        |
| Барді Дьордь     | Юмурдсшак                   |
| Петер Бенко      | Янош Терек                  |
| Ґабор Маді Сабо  | Цекей                       |
| Тібор Бичкей     | Іштван Мексей               |
| Ференц Бешшенеї  | Балінт Терек                |
| Ґільда Гоббі     | Балоґне                     |
| Шаму Балаж       | папа Юлій III               |
| Ференц Зенте     | гармаш                      |
| Ласло Інке       | Ахмед Паша                  |

## Знімальна група
- Режисер-постановник: Золтан Варконі
- Сценарист: Іштван Немешкюрті
- Оператор: Ференц Сечені
- Художник: Ендре Сас, Тамаш Вайєр
- Композитор: Ференц Фаркаш